# Clematis liuzhouensis
Clematis liuzhouensis är en ranunkelväxtart som beskrevs av Y.G.Wei och C.R.Lin. Clematis liuzhouensis ingår i släktet klematisar, och familjen ranunkelväxter. Inga underarter finns listade i Catalogue of Life.